# Nationalstraße 207 (China)
Die Nationalstraße 207 (chinesisch 207国道, Pinyin 207 Guódào, englisch China National Highway 207), chin. Abk. G207, ist eine 3.738 km lange, in Nord-Süd-Richtung verlaufende Fernstraße im Osten und Süden Chinas auf dem Gebiet der Autonomen Gebiete Innere Mongolei und Guangxi sowie in den Provinzen Hebei, Shanxi, Henan, Hubei, Hunan und Guangdong. Sie führt von Xilinhot über Zhangbei, Fuping, Zuoquan, Changzhi, Dengzhou, Jingzhou, Changde, Shaoyang, Jianghua, Hezhou, Wuzhou, Gaozhou und Suixi in die Küstenstadt Xuwen an der Hainanstraße. Die G207 ist die längste, in Nord-Süd-Richtung verlaufende Nationalstraße in China.